# سليل الجهراء
سليل الجهراء هو منتزه سياحي يقع في محافظة الجهراء تم إنشاؤه في مارس عام 2007 بإشراف صاحب السمو الشيخ صباح الأحمد الجابر الصباح وهي يقام فيها  مهرجانات في شهر فبراير هلا فبراير برعاية الشيخ دعيج الخليفة الصباح ويأتي الكثير من الفنانين والمذيعين ويعتبر هذا المنتزه يعتبر من المنتزهات السياحية في الكويت وأيضا يوجد  فيه قسم للألعاب ويوجد فنادق ومجمعات مثل سنتربيونت وسيتي سنتر وأيضا يوجد صالة للأعراس والمناسبات وكذلك ملاعب عشبية لكرة القدم.